# Palamós
Palamós è un comune spagnolo situato nella comunità autonoma della Catalogna.

## Geografia fisica
Palamós è situato nel cuore della Costa Brava, nella comarca del Baix Empordà. Palamos ha un'estensione di 13,88 km² ed una popolazione di circa 18 000 abitanti, che nel periodo estivo aumentano fino ai 90.000. Il comune ha 7 spiagge prontamente accessibili oltre a numerose grotte, nonché sorgenti che caratterizzano il litorale della Costa Brava, alcune di esse sono raggiungibili solo dal mare. È in una zona particolarmente adatta per praticare qualsiasi tipo di sport acquatico. Non si può non ricordare le zone circostanti Palamòs che destano una grande attenzione per la loro importanza archeologica vista la presenza di monumenti come "la città iberica" (spiaggia di Castell) e i resti archeologici di Iberos, il castello medievale, il castello medievale di Sant Esteve (spiaggia di quella tenebrosa), il castello di Villarromà (Bell Lloc) del tempo visigoto, la Iglésia di Santa Maria del mare del XV secolo o la Iglésia di Santa Eugénia de Villarromá dell'XI secolo, nel centro urbano.

## Storia
La prima volta che in un documento si parla di Palamos è nel 1277 quando il re Pietro III di Aragona (Pere III El Gran) entrò in possesso del castello di Sant Esteve e si cita il Port Rial de Palamos. Nel 1279 lo stesso re Pietro concesse la cosiddetta Carta Puebla che assegnò a Palamós il titolo di Villa con il relativo statuto, i confini municipali, gli obblighi e i privilegi atti a ottenere il popolamento del borgo. Nelle feste popolari tradizionali in cui appaiono i Gigantes, alti fantocci di cartapesta, mossi da una o più persone nascoste all'interno: il gigante rappresenta il re Pere (Pietro) e la gigantessa la regina Costanza di Sicilia. Per la sua posizione il paese fu spesso attaccato e si provvide a fortificarlo dotandolo di cinta muraria, fossati, fortezza e baluardi. Ciò non impedì nel 1543 al famoso corsaro  saraceno Car ed Dihn detto Barbarossa di saccheggiare la città.
L'avvenimento fu talmente disastroso da far sì che lo stesso papa emanò una bolla finalizzata a far rientrare il popolo nella città e a riedificarla. Nel 1652 la città, come gran parte d'Europa, fu colpita dalla epidemia di peste e il popolo fece voto di compiere ogni anno un pellegrinaggio (romeria) alla Ermita di Bell Lloc esistente nelle vicinanze dal XIII secolo, tradizione tuttora esistente ed effettuata secondo l'abitudine spagnola di compiere i riti religiosi al mattino e di farli seguire al pomeriggio e alla sera da una festa laica.
Il primo molo commerciale di Palamós fu costruito col concorso finanziario del conte di Palamós e della comunità municipale alla fine del XVI secolo e agli inizi del XVII. L'installarsi di industrie nella zona e l'affermarsi della navigazione a vapore rese necessaria nel 1912 la costruzione di un secondo molo e di una diga foranea per proteggere lo scalo dalle tempeste. La nascita del turismo di massa apportò nuove fonti di reddito all'economia della città che si dotò nel corso del secolo passato di nuove attrezzature alberghiere e per l'esercizio degli sport nautici. Praticamente uniti a Palamós sono: Sant'Antoni de Calonge con un castello medievale e una grande e tranquilla spiaggia; Platja d'Aro con un'immensa spiaggia e modernissimi alberghi, sempre affollata di turisti durante i mesi estivi; Torre Valentina che si trova al lato opposto della stessa spiaggia di Palamós dove su una altura si eregge una fantastica torre; S' Agaró una delle località più eleganti della Costa Brava.
La famosa nave italiana Amerigo Vespucci ha attraccato nel porto di Palamós nel giugno del 2011.

## Feste
Le feste e le cerimonie di Palamós non differiscono da quelle di altre località della Spagna: la Settimana Santa, le Feste patronali metà religiose e metà laiche. Nel mese di giugno a Palamós come anche nel resto della Catalogna si svolge la festa di "Sant Joan" dove per l'occasione si comprano fuochi d'artificio e petardi che si accendono nella serata, ed in certi luoghi come a Palamós vengono allestite per l'occasione delle giostre. Durante i mesi di luglio e agosto invece si effettuano diverse manifestazioni prevalentemente musicali come la Temporada del verano, il Festival de la canciò marinera, la Muestra de la habanera e il Festival de la Virgen del Carmen.
Dal punto di vista gastronomico sono giustamente famosi i suoi gamberi di mare e, in generale tutti i crostacei.